# Takeko Nakano

Pomnik Takeko Nakano w Aizuwakamatsu

Takeko Nakano (jap. 中野 竹子 Nakano Takeko; ur. 1847 w Edo, zm. 10 października 1868 pod Aizu) – japońska wojowniczka (onna-bugeisha) u schyłku okresu Edo.

## Życiorys
Urodziła się w kwietniu 1847 r. w Edo jako najstarsza córka samuraja i urzędnika w Aizu, Heinaia Nakano i jego żony, Kōko Nakano, córki samuraja Kinaia Oinumy. W dzieciństwie, do 1863 r., wychowywała się wraz z młodszym rodzeństwem – bratem Toyokim i siostrą Yūko, studiując kaligrafię i literaturę oraz ćwicząc sztuki walki. Dzięki tym umiejętnościom otrzymała pracę w posiadłości rodu Itakura, władcy hanu Niwase, obecnie prefektura Okayama.
Tam nauczyła się walczyć naginatą, służyła także pracodawcy jako sekretarka, a dla jego żony była nauczycielką sztuk walki. 
Postępy Nakano w nauce walki były tak duże, że będący pod ich wrażeniem nauczyciel Daisuke Akaoka zdecydował się w 1863 r. na jej adopcję. Następnie Nakano przeniosła się do Aizu. Tam Akaoka próbował wydać ją za swojego bratanka, jednak Nakano odrzuciła propozycję małżeństwa i wróciła do rodzinnego domu. Wkrótce zaczęła uczyć sztuk walki młodzież, w tym własną siostrę, i zaczęła zgłębiać historię kobiecych wojowniczek w historii Japonii, sylwetki japońskich dowódców oraz cesarzowych, ale szczególnie zafascynowała ją legenda wojowniczki z końca okresu Heian, Tomoe Gozen.
Nakano odegrała znaczącą rolę w czasie wojny boshin, która toczyła się pomiędzy obrońcami władzy siogunatu Tokugawów a zwolennikami restauracji władzy cesarskiej przez cesarza Meiji. Nakano poparła zwolenników siogunatu, gdyż obawiała się, że zmiany planowane przez nową władzę mogą m.in. obejmować zakaz zajmowania się sztukami walki przez kobiety. W wojnie wzięła udział walcząc z przeważającymi siłami cesarskimi za pomocą naginaty w bitwie pod Aizu. Prowadziła oddział kobiecych wojowniczek, wśród których były jej matka i siostra. Jej oddział dotarł na pole bitwy pomimo początkowego sprzeciwu władz Aizu, w szczególności głównego urzędnika na służbie daimyō, Gonbeia Kayano (1830–1869). Władze pierwotnie nie chciały polegać na kobietach, ale ostatecznie ustąpiły wobec ich uporu i gotowości do walki.
9 października 1868 r. Nakano została mianowana dowódcą tzw. armii kobiet. W czasie obrony przez jej oddział mostu Yanagi, dzień po natarciu wojska cesarskie wstrzymały atak, gdyż zorientowały się, że mostu bronią kobiety. Ta decyzja pozwoliła armii Nakano przejść do kontrataku i pobić oddziały cesarskie. Nakano zginęła w bitwie na skutek postrzału w klatkę piersiową. Umierając poprosiła swoją siostrę, by obcięła jej głowę. W ten sposób Nakano chciała zapobiec, aby nie stała się ona trofeum przeciwnej armii.
Szacuje się, że w ciągu swojego życia pokonała i zabiła 127 samurajów. Została pochowana wraz z bronią pod drzewem sosnowym. Później w tym miejscu ustawiono jej pomnik. Jej pamięć jest kultywowana poprzez m.in. inscenizacje, które odbywają się we wrześniu, podczas jesiennego festiwalu w Aizu.